# Rumunsko na Letních olympijských hrách 1984
Rumunsko v americkém Los Angeles se jako jedna ze dvou socialistických zemí (druhou byla Jugoslávie) účastnilo Letní olympiády 1984. Zastupovalo ho 124 sportovců (71 mužů a 53 žen) ve 13 sportech.

## Medailisté
| Medaile | Jméno | Sport                | Soutěž                            |
| ------- | --- | -------------------- | --------------------------------- |
| Zlato   | Doina Melinteová | Atletika             | Ženy běh na 800 m                 |
| Zlato   | Maricica Puicăová | Atletika             | Ženy běh na 3 000 m               |
| Zlato   | Anișoara Stanciuová | Atletika             | Ženy skok daleký                  |
| Zlato   | Ivan Patzaichin Toma Simionov | Kanoistika           | C-2 1000 m                        |
| Zlato   | Agafia Constantin Nastasia Ionescu Tecla Marinescu Maria Ștefan | Kanoistika           | K-4 500 m                         |
| Zlato   | Ecaterina Szabóová | Sportovní gymnastika | Ženy prostná                      |
| Zlato   | Ecaterina Szabóová | Sportovní gymnastika | Ženy přeskok                      |
| Zlato   | Simona Păucaová | Sportovní gymnastika | Ženy kladina                      |
| Zlato   | Ecaterina Szabóová | Sportovní gymnastika | Ženy kladina                      |
| Zlato   | Simona Păucăová Ecaterina Szabóová Lavinia Agache Anca Zolta Cristina Grigoraș Mihaela Stănuleț | Sportovní gymnastika | Družstvo žen - víceboj            |
| Zlato   | Petru Iosub Valer Toma | Veslování            | Muži dvojka bez kormidelníka      |
| Zlato   | Valeria Răcilăová | Veslování            | Ženy skif                         |
| Zlato   | Mariora Popescuová Elisabeta Oleniucová | Veslování            | Ženy dvojskif                     |
| Zlato   | Ecaterina Oanciaová Titie Taranová Anisoara Sorohanová Ioana Badeaová Sofia Corbanová | Veslování            | Ženy párová čtyřka                |
| Zlato   | Rodica Arba Elena Horvat | Veslování            | Ženy dvojka bez kormidelníka      |
| Zlato   | Florica Lavric Maria Fricioiu Chira Apostol Olga Bularda Viorica Ioja | Veslování            | Ženy čtyřka s kormidelníkem       |
| Zlato   | Petre Becheru | Vzpírání             | 75 - 82,5 kg                      |
| Zlato   | Nicu Vlad | Vzpírání             | 82,5 - 90 kg                      |
| Zlato   | Ion Draica | Zápas                | muži řecko-římský do 82 kg        |
| Zlato   | Vasile Andrei | Zápas                | muži řecko-římský do 100 kg       |
| Stříbro | Doina Melinteová | Atletika             | Ženy běh na 1 500 m               |
| Stříbro | Valy Ionescu | Atletika             | Ženy skok daleký                  |
| Stříbro | Mihaela Loghinová | Atletika             | Ženy vrh koulí                    |
| Stříbro | Ivan Patzaichin Toma Simionov | Kanoistika           | C-2 500 m                         |
| Stříbro | Aurora Dan Rozália Oroszová Elisabeta Tufan-Guzganu Monika Weberová Marcela Zsak | Šerm                 | Družstvo žen fleret               |
| Stříbro | Ecaterina Szabóová | Sportovní gymnastika | Ženy víceboj – jednotlivci        |
| Stříbro | Doina Stăiculescu | Moderní gymnastika   | Ženy víceboj jednotlivkyň         |
| Stříbro | Dimitrie Popescu Dumitru Răducanu Vasile Tomoiagă | Veslování            | Muži dvojka s kormidelníkem       |
| Stříbro | Marioara Trașcă Lucia Sauca Doina Șnep-Bălan Aneta Mihaly Aurora Pleșca Camelia Diaconescu Viorica Ioja Mihaela Armășescu Adriana Bazon                                                                                                | Veslování            | Ženy osmiveslice                  |
| Stříbro | Corneliu Ion | Sportovní střelba    | Muži 25 metrů rychlopalná pistole |
| Stříbro | Dumitru Petre | Vzpírání             | 82,5 - 90 kg                      |
| Stříbro | Vasile Groapa | Vzpírání             | 90 - 100 kg                       |
| Stříbro | Stefan Tasnadi | Vzpírání             | 100 - 110 kg                      |
| Stříbro | Gelu Radu | Vzpírání             | muší do 60 kg                     |
| Stříbro | Andrej Socaci | Vzpírání             | lehká do 67,5 kg                  |
| Stříbro | Ilie Matei | Zápas                | muži řecko-římský do 90 kg        |
| Bronz   | Fița Lovinová | Atletika             | Ženy běh na 800 m                 |
| Bronz   | Maricica Puicăová | Atletika             | Ženy běh na 1 500 m               |
| Bronz   | Florența Crăciunescuová | Atletika             | Ženy hod diskem                   |
| Bronz   | Cristeana Cojocaruová | Atletika             | Ženy 400 m překážek               |
| Bronz   | Mircea Fulger | Box                  | Velterová váha do 63,5 kg         |
| Bronz   | Costicǎ Olaru | Kanoistika           | C-1 500 m                         |
| Bronz   | Alexandru Chiculita Corneliu Marin Marin Mustață Ion Pop Vilmos Szabó | Šerm                 | Družstvo mužů šavle               |
| Bronz   | Simona Păucăová | Sportovní gymnastika | Ženy víceboj – jednotlivci        |
| Bronz   | Lavinia Agache | Sportovní gymnastika | Ženy přeskok                      |
| Bronz   | Mircea Bedivan Dumitru Berbece Iosif Boroș Alexandru Buligan Gheorghe Covaciu Gheorghe Dogărescu Marian Dumitru Cornel Durău Alexander Fölker Nicolae Munteanu Vasile Oprea Adrian Simion Vasile Stîngă Neculai Vasilcă Maricel Voinea | Házená               | Turnaj mužů                       |
| Bronz   | Mircea Frăţică | Judo                 | Muži polostřední do 78 kg         |
| Bronz   | Mihai Cioc | Judo                 | Muži bez rozdílu hmotnosti        |
| Bronz   | Aneta Patrascoiu | Plavání              | Ženy 200 m znak                   |
| Bronz   | Dragomir Cioroslan | Vzpírání             | 67,5 - 75 kg                      |
| Bronz   | Vasile Pușcașu | Zápas                | muži volný styl do 100 kg         |
| Bronz   | Ștefan Rusu | Zápas                | muži řecko-římský do 74 kg        |
| Bronz   | Victor Dolipschi | Zápas                | muži řecko-římský nad 100 kg      |